# محمد مختار السلامي
محمد مختار السلامي (1925 - 19 أغسطس 2019)، هو شيخ تونسي ولد  في صفاقس. كان مفتي الجمهورية التونسية بين 1984 و1998.

## العمل
حفظ محمد مختار السلامي القرآن الكريم وهو بالمدرسة الابتدائية. تسلّم شهادة التحصيل في العلوم الدينية من جامعة الزيتونة، ثم على الشهادة العالمية في شعبة أصول الدين في نفس الجامعة. بعد تخرّجه، بدأ يدرس في الجامعة، وبعدها بوقت التحق بالمعهد العالي لأصول الدين بتونس في الجامعة ليدرس في اختصاص الدراسات القرآنية والفقه وقواعد التشريع. عمل السلامي كذلك كمتفقد أول للتعليم الثانوي.

من جهة أخرى، محمد مختار السلامي كان عضو في مجمع الفقه الإسلامي الدولي في جدة، ورئيس الهيئة الشرعية العالمية للزكاة. ترأّس بين 1989 و1993، المجلس الإسلامي الأعلى في تونس.

عمل كذلك كرئيس الهيئة الشرعية لبنك البركة في فرعه بتونس. وكان عضو هيئة التوافق الشرعية بالبحرين، وذلك إلى جانب عضويته الحالية في الهيئة الشرعية لمصرف الزيتونة في تونس.

عمل في منصب مفتي الجمهورية التونسية بين 1984 و1998.

## مؤلفاته
- التعليم الزيتوني ووسائل إصلاحه.
- الأسرة والمجتمع.
- الاجتهاد والتجديد.
- الهداية الإسلامية.
- آفاق البحث في علم المقاصد.
- الاجتهاد: النص، الواقع، المصلحة.
- البحث في مقاصد الشريعة: نشأته وتطوره ومستقبله.
- كتاب حقوق الإنسان محور مقاصد الشريعة.
- كتاب مدخل إلى مقاصد الشريعة.
- كتاب نظرية التقريب والتغليب وتطبيقاتها في العلوم الإسلامية.
- نظرية التقريب والتقليب وتطبيقاتها في العلوم الإسلامية (رسالة جامعية).
- نظرية المقاصد عند الإمام الشاطبي.

## الجوائز
- الصنف الأكبر من وسام الجمهورية التونسية.
- الوسام الثقافي للجمهورية التونسية.
- وسام السابع من نوفمبر.
- نوط الامتياز من الطبقة الأولى.
- جائزة مؤسسة الكويت للتقدم العلمي والمنظمة الإسلامية للعلوم الطبية سنة 2001.
- جائزة البنك الإسلامي للتنمية في مجال البنوك والمالية الإسلامية سنة 2007.

## الحياة الخاصة
الشيخ محمد مختار السلامي متزوج وله خمسة أبناء.

## وفاته
توفي الشيخ محمد مختار السلامي في 19 أغسطس 2019.

## مقالات ذات صلة
- مفتي الجمهورية (تونس)